# Бредли Ешби
Бредли Логан Тејлор Ешби (рус. Bradlee Logan Taylor Ashby; Хамилтон, 23. новембар 1995) новозеландски је пливач чија специјалност су трке мешовитим, делфин и леђним стилом на 100 и 200 метара.

## Спортска каријера
Такмичења у међународној сениорској конкуренцији започео је на светском првенству у руском Казању 2015. где је наступио у четири дисциплине, али без неких запаженијих резултата. У наредних неколико месеци успео је да исплива квалификациону норму за наступ на Летњим олимпијским играма 2016. године. На Играма у Рију Ешби је наступио у две дисциплине, а најбољи резултат остварио је у трци на 200 мешовито коју је окончао на 14. месту у полуфиналу.
Пливао је и на светским првенствима у Будимпешти 2017. и Квангџуу 2019. године.
Најбољи резултат у каријери постигао је на Играма Комонвелта у Гоулд Коусту 2018. заузевши два пета места у обе појединачне трке мешовитим стилом.